# Wolvega vasútállomás
Wolvega vasútállomás vasútállomás Hollandiában, Weststellingwerf városában.

## Vasútvonalak
Az állomást az alábbi vasútvonalak érintik:
- Arnhem–Leeuwarden-vasútvonal

## Kapcsolódó állomások
A vasútállomáshoz az alábbi állomások vannak a legközelebb:
- Heerenveen vasútállomás
- Steenwijk vasútállomás